# Тун
 За футболния отбор вижте ФК Тун.  
Тун (на немски: Thun, на френски: Thoune) е град в Швейцария.

## География
Градът е в кантон Берн. Разположен е в Централна Швейцария на брега на Тунското езеро при вливането на река Аар в езерото на 30 km на югоизток от столицата Берн. Население 42 129 жители по данни от преброяването през декември 2008 г.

## История
Тун е основан през 12 век. Получава статут на град през 1384 г.

## Икономика
Основи отрасли на икономиката са металообработващата, химическата и хранително-вкусовата промишленост. Жп възел. Силно развит туризъм.

## Архитектурни забележителности
- Замъкът „Шадау“
- Замъкът „Тун“
- Градската църква

## Спорт
Представителният футболен отбор на града носи името ФК Тун. Дългогодишен член е на Швейцарската Суперлига като постига най-големия успех в своята история през сезон 2005-2006 г., участвайки в Шампионската лига на Европа.

## Личности, родени в Тун
- Елизабет Бауман-Шлахтер (1887-1941), писателка
- Ги Бове (р. 1942), органист и композитор
- Маркус Еглер (р. 1969), състезател по кърлинг
- Маркус Фелдман (1897-1958), политик
- Жан Циглер (р. 1934), политик, социолог и писател

## Личности, свързани с Тун
- Йоханес Брамс (1833-1897), германски композитор

## Побратимени градове
- Габрово, България

## Фотогалерия
- Град Тун през 1900 г.
- Градската църква
- Хълмът на замъка
- Тун от към езерото